# Pasta

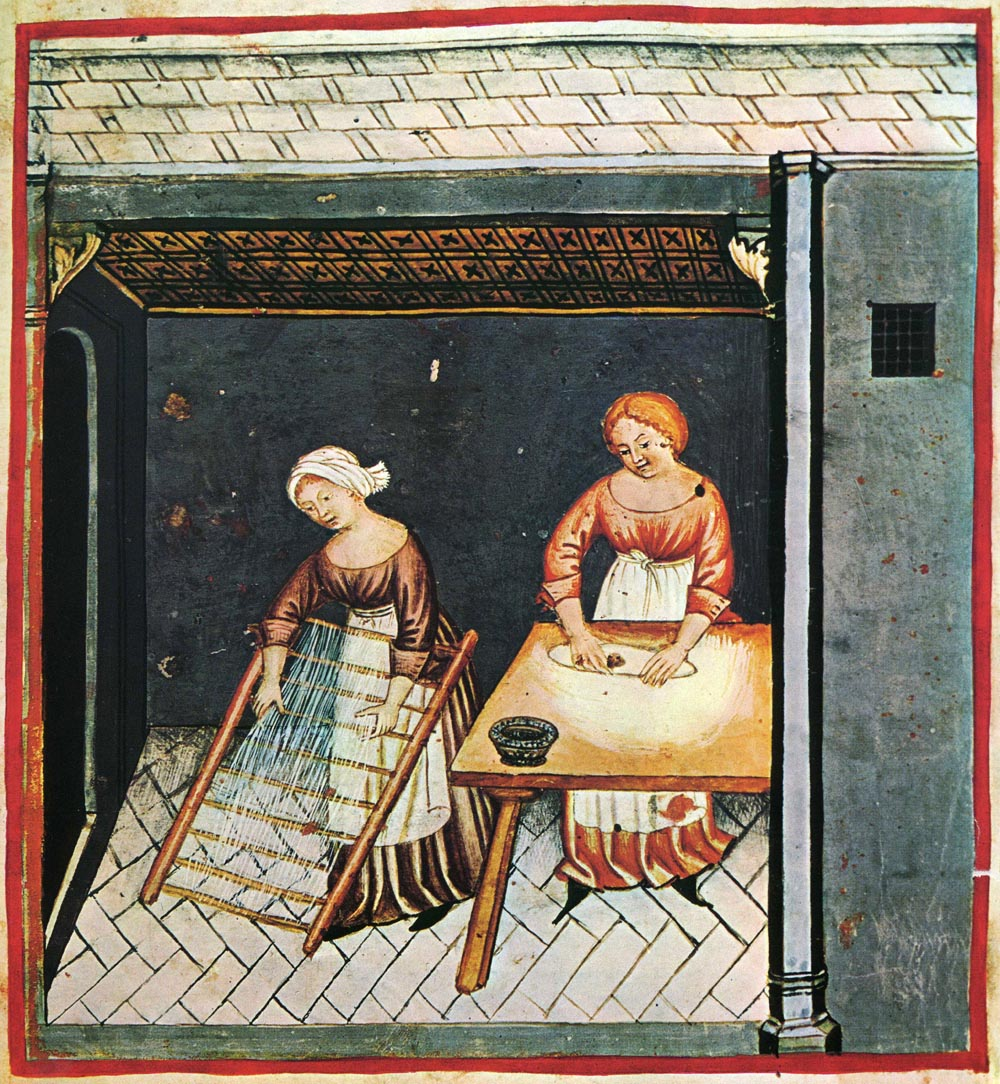
Tésztagyúrás

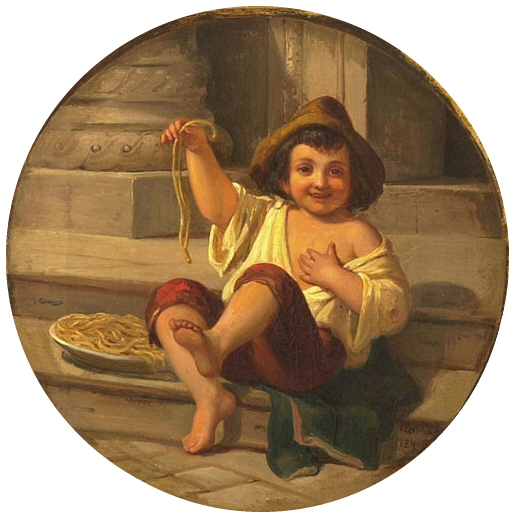
Julius Moser képe, 1808.

A pasta (vagy pastasciutta) szinte minden olasz tésztaétel összefoglaló elnevezése. A szakirodalom 1154-ben említi a szót először; Szicíliában.
„A konyha szigorú dogmatikusai vitatják a pastasciutta római eredetét. A tésztafélék, mondják, csak a XIX. század találmányai. (Ők is a Porta Pián ütött résen jutottak be a városba.) Ezzel szemben az már szent igaz, hogy a hét domb városának mai lakója aligha tudná elképzelni az életét pastasciutta, a szerelmetes spagetti nélkül.” – Lénárd Sándor
A pasta-hoz három összetevő nélkülözhetetlen: főtt tészta, sugo, vagyis a mártás, reszelt parmezán. Egyebekről napestig lehet vitatkozni. Az olaszok meg is teszik. Mindőjüknek van saját („legjobb”) receptje.
Az tészta durumlisztből tojás hozzáadása nélkül készül. Másutt viszont tojással. Embere és lisztje válogatja.

## Történet
Az elterjedt legenda szerint Marco Polo hozta magával a tésztát Kínából, ami nem igaz, illetve, csak annyiban, hogy a kínaiak is esznek tésztaféléket. Aztán kiderült, ezt a legendát az amerikai Macaroni Journal egy reklámosa találta ki.
Az olasz tészta durumbúza lisztjéből készül, a kínai konyha gyakran rizslisztet használ a tésztákhoz. A durumliszt fehérjében gazdag, az ebből készült tészta könnyen formázható.
A rómaiak valahol megírták, hogy az etruszkoktól átvettek egy lagane nevű ételt, ami valami tésztaféleség lehetett, és a mai lasagne szó talán ebből eredeztethető. A beszámoló szerint a laganét nem főzték, hanem kemencében sütötték meg.
Horatius is megemlíti a laganét, az II. második században Naucratisi Athene pedig  receptet is közöl a laganéhoz. Görögországban és a Közel-Keleten mindig is ettek tésztát a hírek szerint.  A Római Birodalom bukása után időre feledésbe merült a száraztészta.
Muhammad Al-Idrisi, arab utazó, térképész és földrajztudós leírta, hogy a Trabia nevű szicíliai faluban vízimalmok őrölnek, és rengeteg tésztát gyúrnak, amit keresztény és muszlim országokba exportálnak. Joggal feltételezhető, hogy az arabok ezt elhozták magukkal Szicíliába, azaz rövidesen Itáliába is.
A maccaruni szó a egy arab-latin keverékszó, ami szicíliai nyelven azt jelenti, hogy dagasztani. Annyi bizonyos, hogy Szicília klímája és talaja elősegítette a pasta elterjedését. Az első leírt tésztarecepteket az aquileiai fejedelem főszakácsa jegyezte le 1450-ben. A 17. századra a pasta mindennapi étellé vált. Hernán Cortés fékevesztett indiángyilkoló tevékenysége mellett – többek között – a paradicsomot is importálta Európába. Így már minden együtt volt az olasz mindennapi pastasciuttához.

## Ismertebb változatok

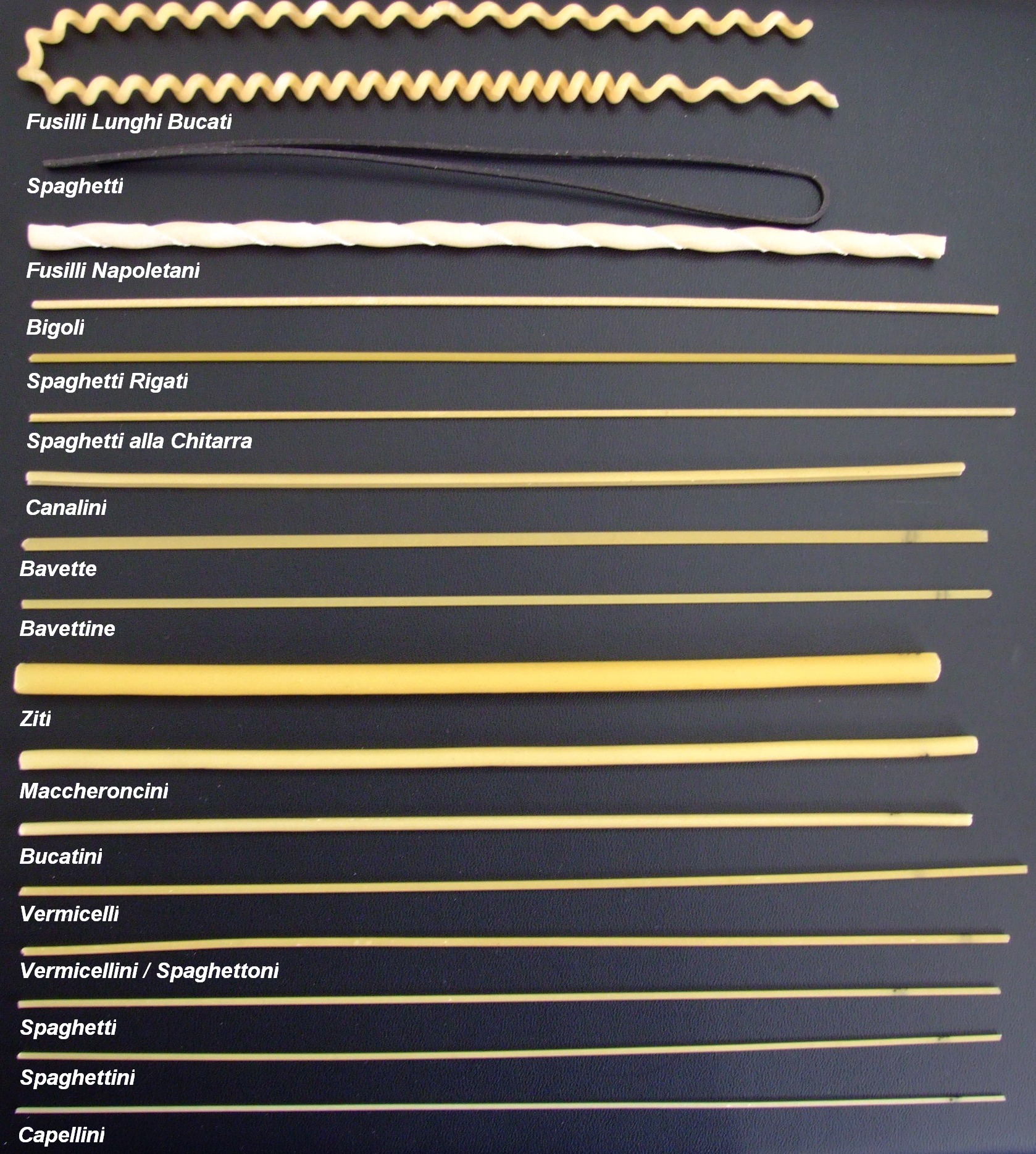
Hosszú tészta
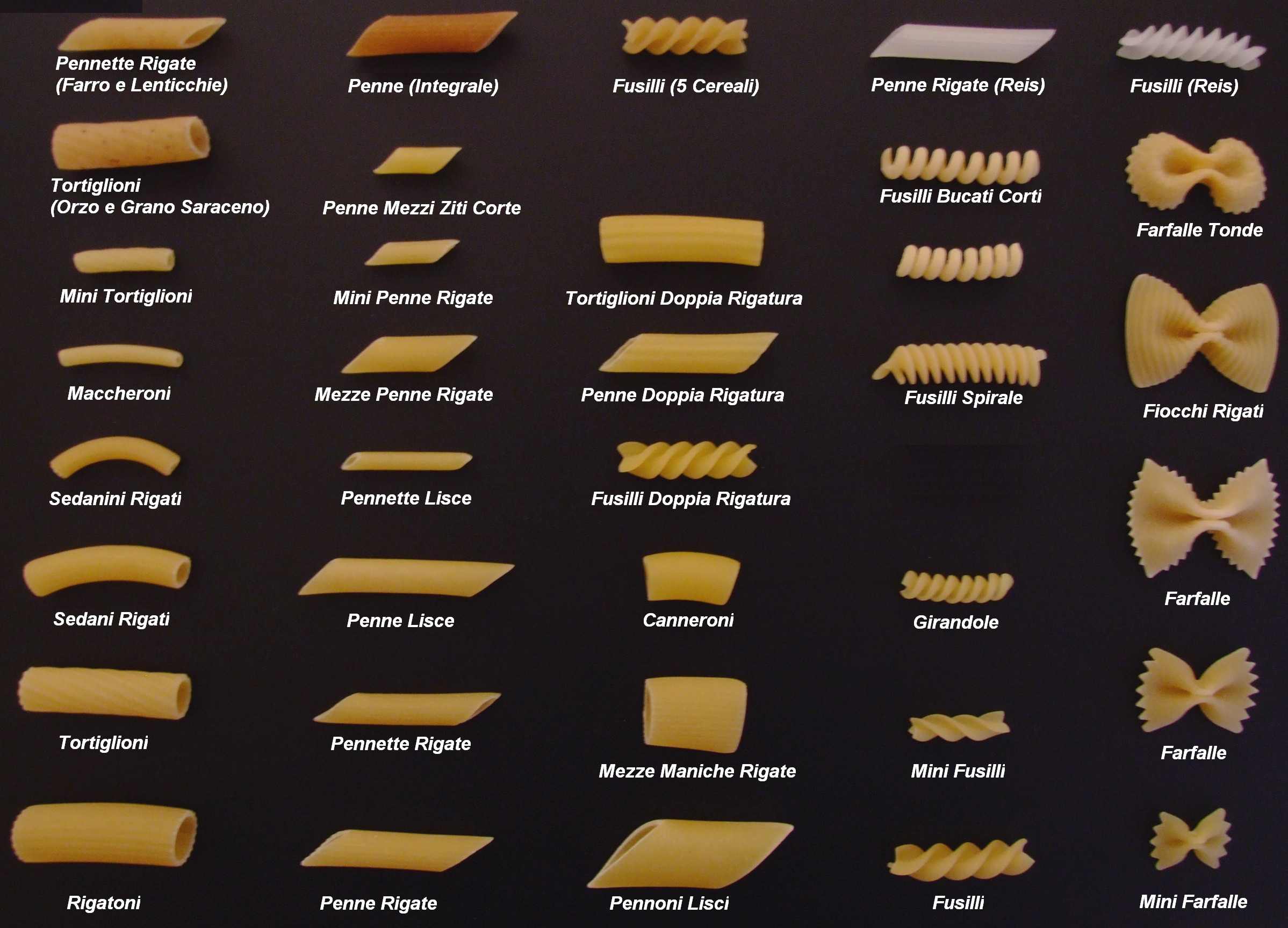
Rövid tészta
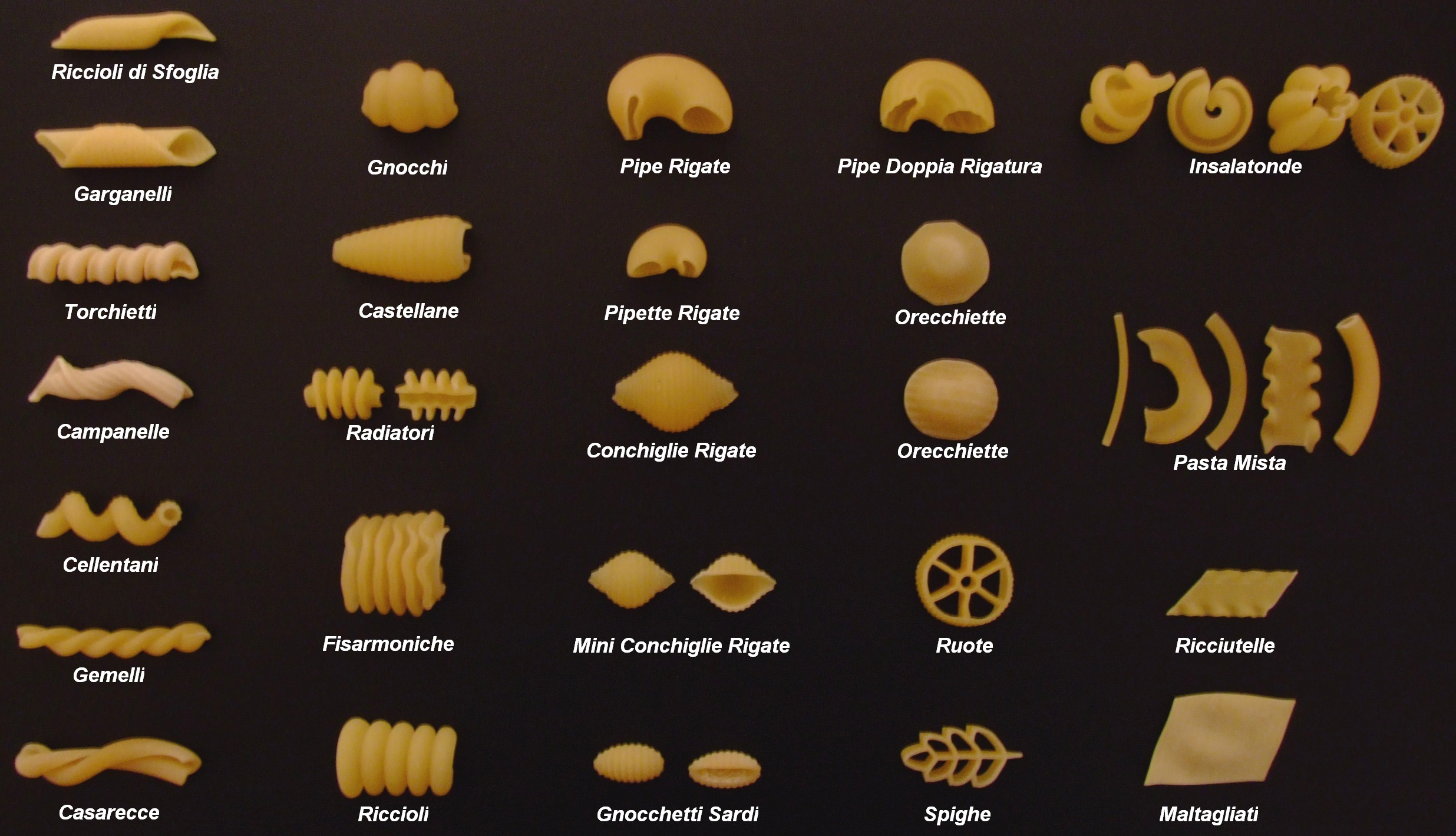
Rövid tészta
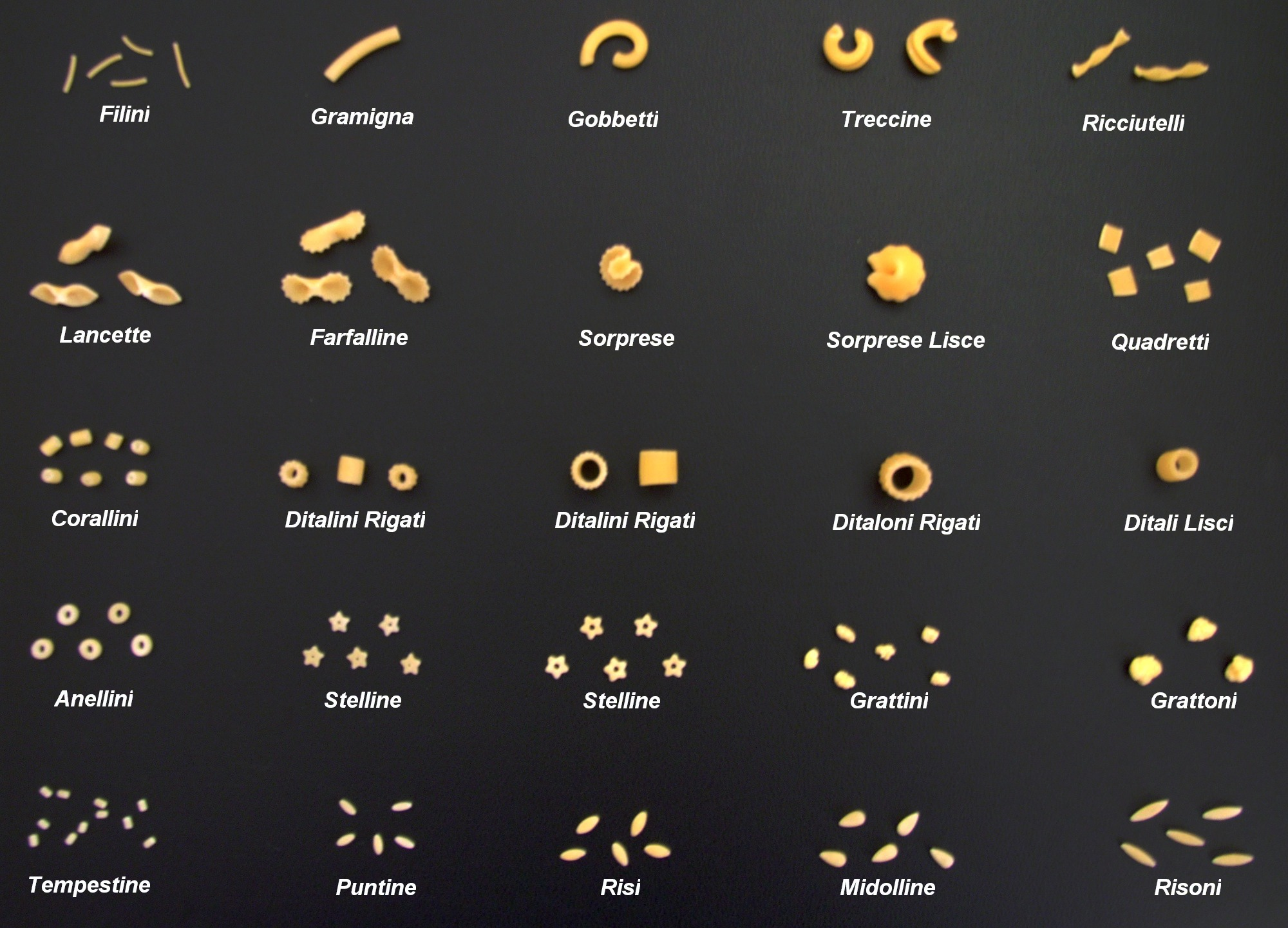
Perces tészta (pastina, levesekbe való)
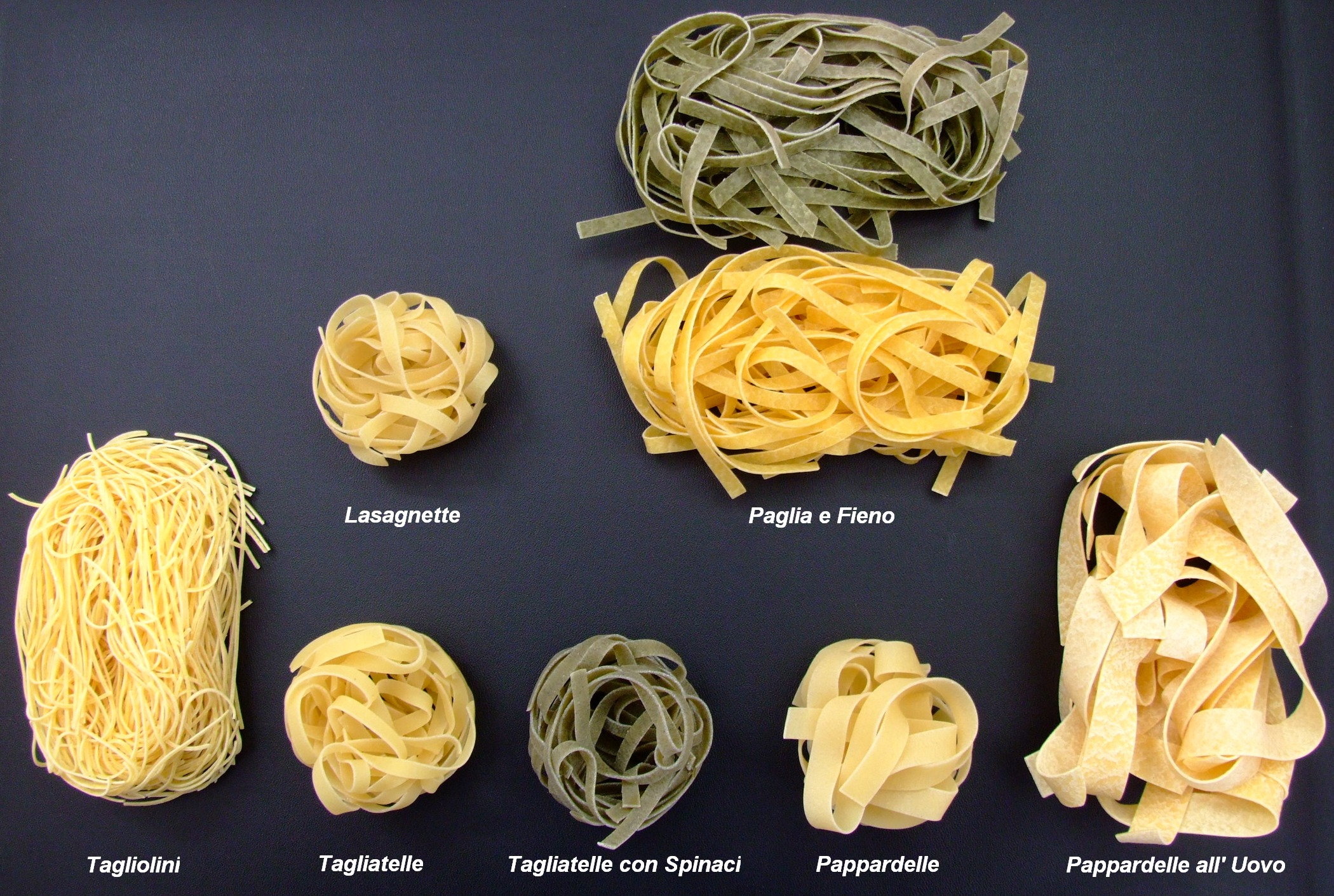
Tojásos tészta (pasta all'uovo)
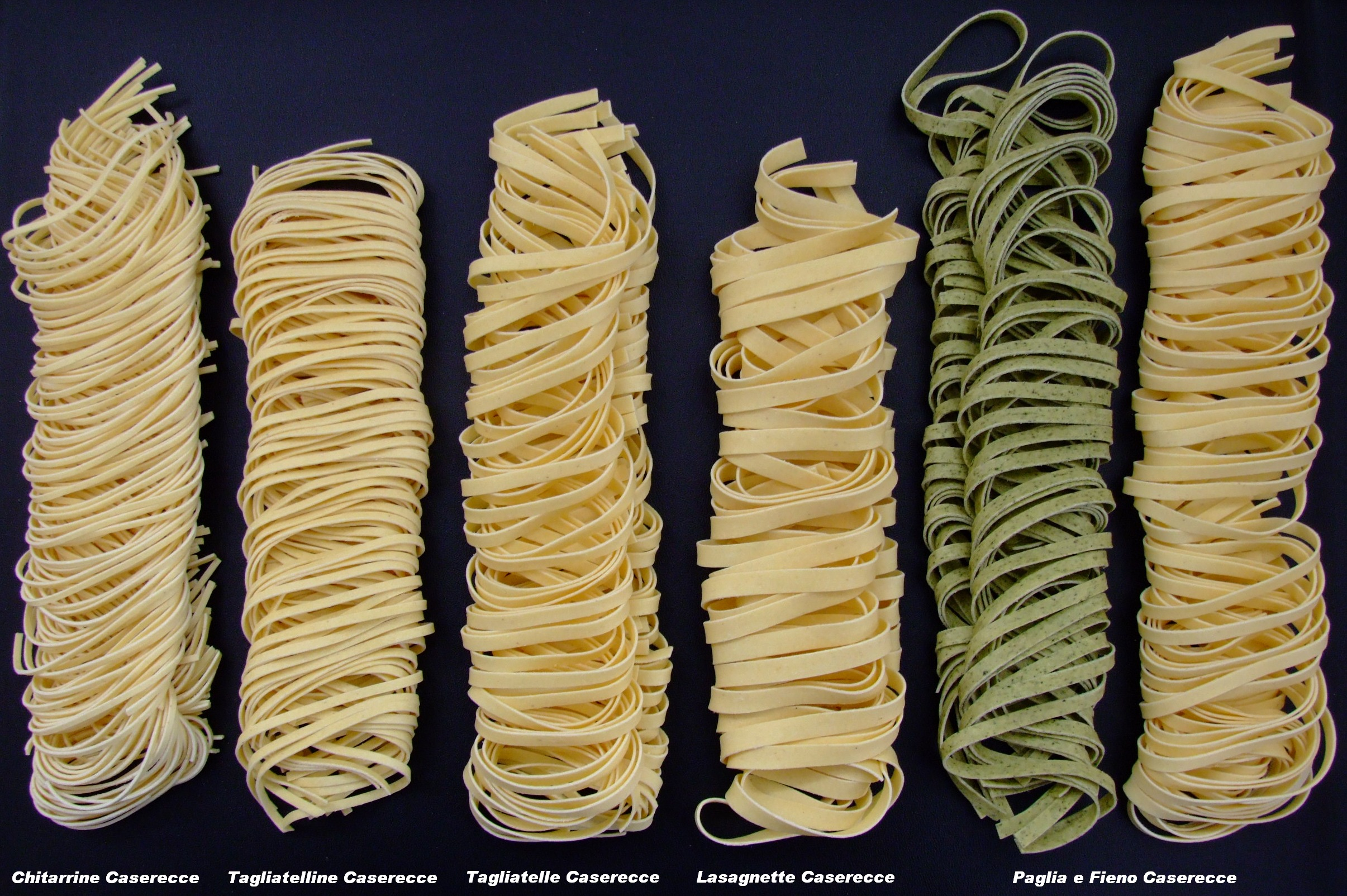
Friss tészta